# Curia romana

Emblema de la Santa Sede.

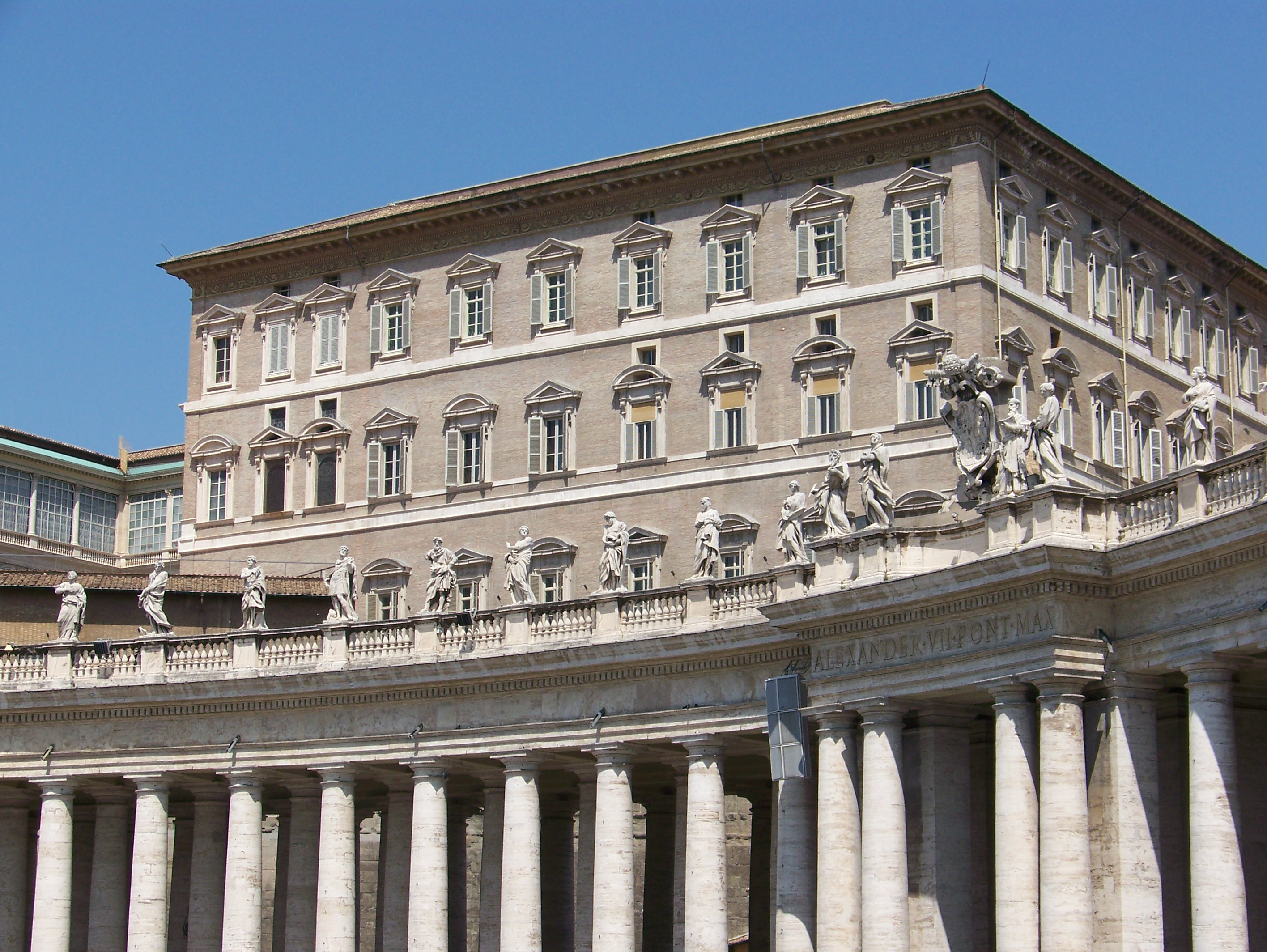
Vista del Palacio Apostólico desde la plaza de San Pedro en la Ciudad del Vaticano.

La curia romana es el conjunto de órganos de gobierno de la Santa Sede y de la Iglesia católica. Está compuesta por distintas instituciones —la Secretaría de Estado, los dicasterios, los organismos de justicia, los organismos económicos y las oficinas— todo ellos bajo la dirección del papa, que ejercen las funciones legislativas, ejecutivas y judiciales. Coordina y proporciona la necesaria organización central para el correcto funcionamiento de la Iglesia y el logro de sus objetivos. La potestad de la curia romana se considera vicaria del papa:

En el ejercicio supremo, pleno e inmediato de su poder sobre toda la Iglesia, el Romano Pontífice se sirve de los dicasterios de la Curia Romana, que, en consecuencia, realizan su labor en su nombre y bajo su autoridad, para bien de las Iglesias y servicio de los sagrados pastores.
Decreto Conciliar sobre la función pastoral de los obispos en la Iglesia, Christus Dominus, 9.

## Conceptos

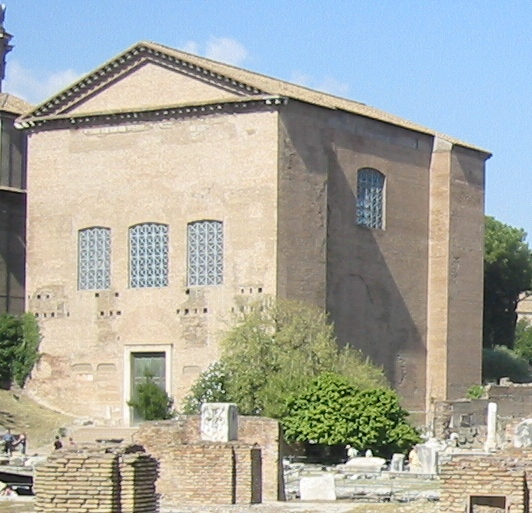
Curia Hostilia, el edificio en el que se reunía el Senado romano en el Foro.

### Curia
El origen del término curia en el transcurso del tiempo ha sido usado para significar varias cosas, en la Antigua Roma por ejemplo podría significar "asamblea" o una parte de los ciudadanos romanos según la división de Romolo, Curia Titia, Faucia, Rapta, Velitia, etc. Mientras que al tiempo del imperio, pasa a significar prácticamente al Senado romano.
Para los escritores eclesiásticos entre los siglos V y VII, el término curia es usado igualmente para diversas cosas, para indicar el foro judiciario, curiam vocare; los encuentros o congresos, curia paschalis, solemnis, sacra, etc.; o para el lugar de la sede del patriarca, del metropolita, del exarca o del obispo, incluyendo en el término tanto el edificio como el personal que trabajaba en él.
A partir del siglo XI, curia designa casi que específicamente la "corte papal, inicialmente usado solo para definir el palacio pontificio y luego extendiéndose a las oficinas que en él tenían establecidas sus sedes, y luego, hacia el siglo XII, al complejo de oficinas que dependían de la Sede Apostólica.

### Romana
El término romana podría dar a entender que se llama así en cuanto a que a la sede de la misma se halla en Roma, sin embargo el concepto deriva del hecho que el papa gobierna la Iglesia universal y es su jefe supremo en cuanto sucesor de Pedro, obispo de Roma, por lo tanto la Curia romana se encuentra donde este se encuentre, por ejemplo, durante el período del papado de Aviñón, la curia tenía su sede en esa ciudad, pero continuó llamándose romana; lo mismo sucedió cuando el papa Clemente VIII estuvo en Ferrara, de donde tiene origen la expresión latina ubi Pontifex ibi Roma, «donde está el Papa allí está Roma».
La curia romana, entonces, es la corte papal y lo asiste en el desempeño de sus funciones como jefe de la Iglesia católica y en el ejercicio del primado, constituyendo según Pablo VI, «el instrumento que el papa necesita y por el cual se sirve para realizar el propio mandato divino.
La Curia Romana puede parecer imprecisa en comparación con los gabinetes de los países con gobiernos de tipo occidental, pero solo la segunda sección de la Secretaría de Estado, conocida también como la sección de relaciones con los estados, y la Congregación para la Educación Católica, pueden compararse directamente con los ministerios de un gobierno civil.
Es normal que cada diócesis católica tenga su propia curia para su administración. Para la diócesis de Roma, estas funciones no son manejadas por la curia romana, sino por el Vicariato General de Su Santidad para la Ciudad de Roma, según lo dispuesto por la constitución apostólica Ecclesia in Urbe. El vicario general de Roma, tradicionalmente un cardenal, y su delegado el vicario adjunto, que ostenta el título personal de arzobispo, supervisan la gestión de la diócesis por delegación del mismo papa, pero no con más dependencia de la curia romana, como tal, que otras diócesis católicas de todo el mundo.
Hasta hace algunos años, existían cargos hereditarios en la curia romana, ostentando títulos denominados "funciones" que finalizaron cuando los Estados Pontificios se perdieron y llegaron a ser parte de Italia. Una reforma ordenada por San Pío X fue incorporada al Código de Derecho Canónico de 1917. Otra reorganización fue comenzada por Pablo VI en 1960. Entre los logros de esta reforma curial están la modernización de los procesos y la internalización del equipo de la curia. Estas reformas están reflejadas en el segundo Código de Derecho Canónico, de 1983.

## Historia
Los organismos que componen la Curia romana, se fueron formando paulatinamente entre los siglo XII y XVI, sin embargo fue el papa Sixto V, quien con la reforma de 1588 reorganizó los organismos de la Santa Sede, dividiendo los órganos ejecutivos en Congregaciones y oficinas; y los judiciales en Tribunales.
Tradicionalmente se ha dividido la historia de la Curia Romana en cinco grandes periodos, teniendo en cuenta para ello las reformas llevadas a cabo para su reorganización: el primer periodo comprende la historia desde los orígenes hasta el siglo XI, llamado del "Presbiterio" o de los "Sínodos", sin poder hablarse propiamente de Curia romana; el segundo, llamado "período de los Consistorios", que va desde el siglo XI al XVI; el tercero, que comprende las dos grandes reformas de la Curia, la de Sixto V en 1588 y la de Pío X en 1908; el cuarto comprende el periodo de la promulgación del Código de Derecho Canónico, de 1917, y la reforma de Pablo VI de 1967, según las directrices planteadas por el Concilio Vaticano II. Se puede hablar de un quinto período iniciado por el reorganización de la Curia Romana, durante el período sucesivo a Pablo VI, que haya su culmen la Pastor Bonus de Juan Pablo II de 1988.

### Período de los Presbiterios o de los Sínodos
Algunos documentos de los primeros tiempos de la Iglesia hacen mención de un grupo de presbíteros y diáconos, reunidos en forma colegial, presbiterium, que ayudaban al obispo de Roma en sus funciones como sus consejeros y colaboradores. Sin embargo esto se podía decir de otras iglesias locales, aunque Roma y su presbiterio intervenía como intermediaria en las cuestiones más espinosas de las otras iglesias, tal es el caso de la intervención de Clemente I en la iglesia de Corinto, entre los años 96 y 97, pidiendo la reintegración en su oficio de unos presbíteros injustamente juzgados. Esta función de mediación la ejercía incluso el presbiterio romano, aun en Sede Vacante, como en la problemática de Cipriano respecto a los lapsis de la iglesia africana.
Pertenecían al Presbiterium todo el clero romano, bajo la presidencia del Pontífice. En la reunión del consejo, tomaban parte también los obispos que casualmente estuviesen presenten en Roma, sin embargo hacia el siglo VI se nota que el número de participantes se limitó solo a los presbíteros que tuvieran un título (como las actuales parroquias) en Roma y a los diáconos regionales que administraban las siete regiones en la que se encontraba dividida Roma, según la repartición hecha por el papa Fabián en el siglo IV. De esta participación nace en el siglo VI la palabra cardenal, que significa incardinado, en un título o diaconía de la diócesis de Roma.
Para la reunión del Presbiterio no existía aún un lugar específico, por lo que se podía realizar en cualquier iglesia o sala privada de cualquier cristiano piadoso. A las cuestiones analizadas en ella, el presbiterio solo tenía un voto consultivo y tocaba al papa dar la última palabra. Para las cosas de singular importancia, a partir del siglo IV se desarrolló la realización anual de un Sínodo o Concilio romano, para tratar especialmente cuestiones de fe, condenas o penas canónicas. Quienes asistían a este concilio eran los obispos que residían en Roma, incluyendo las diócesis comprendidas en la provincia eclesiástica romana. Podían aceptarse los obispos invitados y los que estuviesen en Roma durante el tiempo de la celebración, como símbolo de la universalidad de la Iglesia. Los participantes solo tenían voto consultivo, pero a diferencia del sistema del presbiterio, tenían voz, aunque como en ese caso tocaba al papa evaluación final de las sanciones. Las resoluciones de los sínodos romanos son conocidas por el Decretum Gratiani y por las
Decretales de Gregorio IX. Como organismos ejecutivos del romano pontífice, obraban con sede en el mismo Palacio Lateranense.
En el siglo IV nace una oficina dedicada a la redacción y a la expedición de las cartas y de los actos pontificios, la Schola notarium, la cual hacia finales del primer milenio dará origen a la Cancillería. Por otra parte se encuentran, igualmente en el siglo IV, diversos oficios como el arcarius, que era el encargado de la administración del tesoro; el sancellarius que se encargaba de las pagas, y el vestiarius, encargado del cuidado de los ornamentos litúrgicos, que a hacia el siglo XI darán paso la Cámara apostólica, encargada de las rentas, impuestos y donaciones de la Santa Sede.
Este sistema empezó a cambiar como consecuencia de la lucha de las investiduras entre la Iglesia y el Imperio, y de las ideas reformistas del siglo XI, que contribuyó a un nuevo orden eclesial más cada vez más centralizado.

### Período de los Consistorios
En el siglo XI nace el Consistorium, compuesto exclusivamente por cardenales, a quienes les fue reservado el derecho de tratar las cuestiones relativas a la fe y a la disciplina eclesiástica, la política exterior de la Santa Sede y de todas las causas competentes a la misma, fue adquiriendo cada vez mayor fuerza, al punto de que prácticamente el antiguo sistema sinodal fue desapareciendo poco a poco. Con la reforma gregoriana se dio el más arduo trabajo de centralización, romanización y latinización de las decisiones judiciales y normativas de la Iglesia, con la tendencia a la universalización y unificación de la legislación. El número de participantes al consistorio se hacía cada vez menor, con lo cual se podía agilizar a la hora de tomar decisiones. En el consistorio el papa concedía a unos el poder de tomar decisiones a nombre suyo, lo que contribuyó al peso político de los organismos curiales.
Durante los siglos XII y XIII la Curia Romana se fue transformando lentamente, por causa del nacimiento de una serie de oficios cada vez más numerosos, que hizo necesario la repartición de las competencias con su consecuente adaptación de personal, hoy a estos oficios permanentes se les conoce como dicasterios. Así adquieren forma las ya mencionadas Cancillería Apostólica y Cámara Apostólica, constituidas ya de manera orgánica. A mediados del siglo XIV aparece la Dataría Apostólica, separada de la Cancillería y hacia el siglo XV nace, bajo el pontificado de Martín V la Cámara secreta, con el encargo de atender la correspondencia de la Sede Apostólica. Junto a estos oficios surgen además los organismos encargados de las cuestiones judiciales, como el tribunal de la Rota Romana, que a partir del siglo XIV irá adquiriendo mayor importancia con el objetivo de juzgar las causas más importantes presentadas al papa; y el tribunal de la Penitenciaría con el fin de perdonar pecados y censurar en el foro interno y externo.

### Período de las grandes reformas
A mediados del siglo XV, a causa de los frecuentes abusos que se daban en varios de los oficios de la Curia romana, se sintió la necesidad de una reforma de dichos estamentos eclesiásticos. Pío II encomendó a Domenico de' Domenichi un memorial de reforma de la Curia, la obra de Domenichi fue llamada Tractatus de reformationibus Romanae curiae, y es una especie de radiografía de los abusos cometidos en la época por los miembros de la Curia Romana, pero que la muerte del papa no permitió la tan anhelada reforma.
Vista la situación y de frente a los retos que trajo consigo el descubrimiento de América y la Reforma protestante, la Curia Romana se vio obligada a cambiar su organización, pues ya no era válida ni suficiente la forma como hasta el momento se venía ejerciendo el servicio al ministerio petrino. Los consistorios ya no bastaban para responder a la problemática del tiempo, convirtiéndose en un órgano más bien de carácter ceremonial y de consulta oficial.

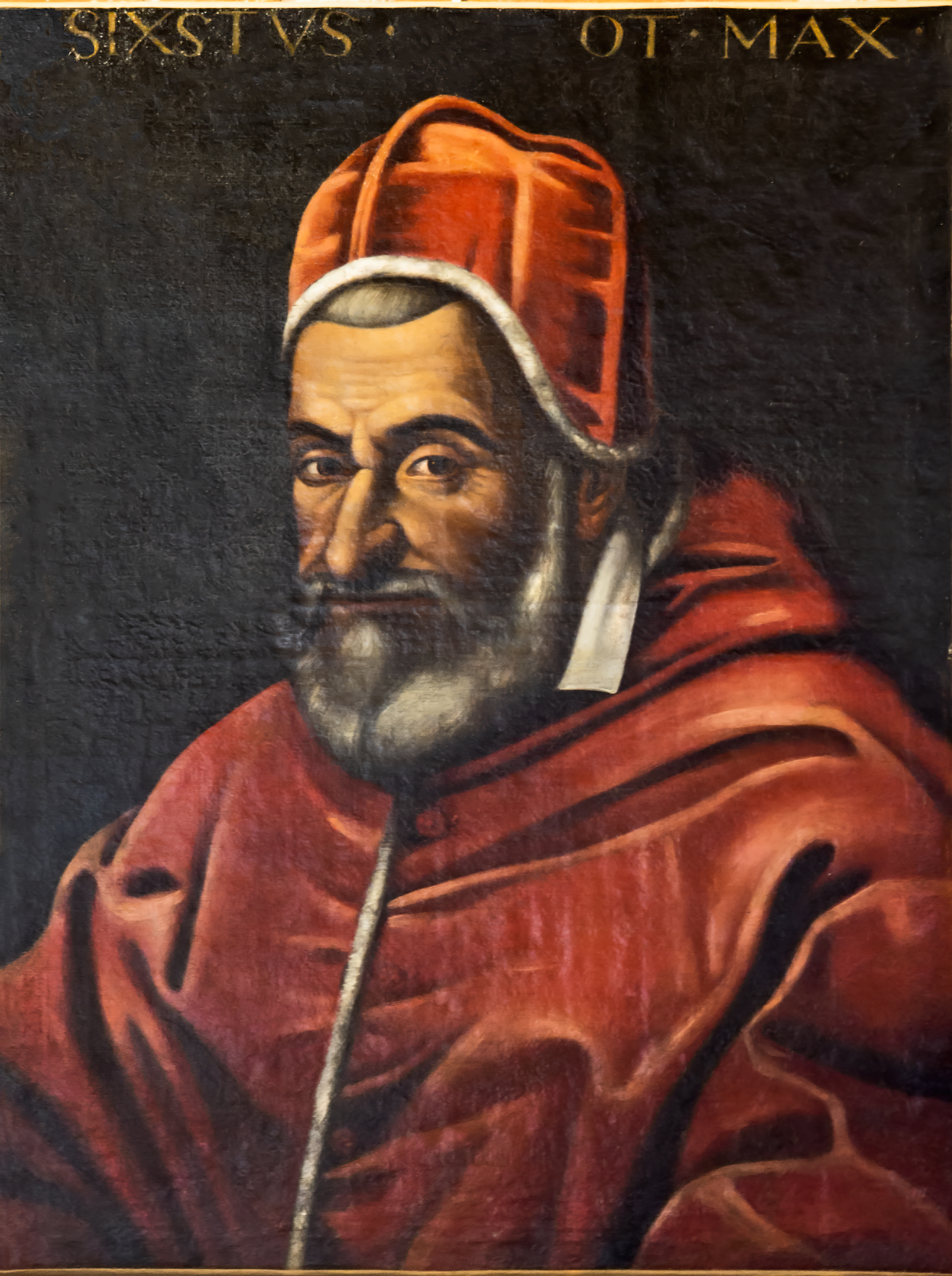
Sixto V. Pintura, conservada en la Catedral de Santa Cecilia (Albi - Francia)

#### La reforma de Sixto V
Los deseos de reforma cada vez más se iban concretando en hechos, hasta que el papa Sixto V decretó lo que se llama la gran reforma de la Curia Romana a principios de 1588, de donde se derivaron dicasterios especiales de congregaciones cardenalicias, algunas de ellas hoy desaparecidas, otras que cambiaron sus competencias, pero gran parte de ellas aún existentes, dando forma a la que hoy se conoce propiamente como Curia Romana. Las comisiones cardenalicias que desde el siglo XIV eran de carácter transitorio pasaron a ser de carácter permanentes a partir del siglo XVI, y su poder que antes era particular fue extendido a todo el gobierno central de la Iglesia. Quince fueron las congregaciones instituidas, ocho para el gobierno de la Iglesia universal y siete para la administración de los Estados Pontificios.
Tras la reforma llevada a cabo por Sixto V, con la Constitución apostólica Immensa Aeterni Dei del 22 de enero de 1588 los organismos curiales se dividen en Congregaciones, tribunales y oficios.
Las congregaciones contempladas en el documento son: la Congregación de la Inquisición, ya existente y reformada por el papa y de quien él mismo era el presidente; la Congregación de la Signatura de Gracia, resultante del antiguo tribunal homónimo; la Congregación para la erección de la Iglesia y las provisiones consistoriales, cuyo objetivo era examinar y decidir las fundaciones de nuevas diócesis; la Congregación para la Abundancia del Estado Eclesiástico, cuyo objetivo era controlar las fuerzas productivas de los Estados Pontificios y prevenir las carestías; la Congregación de Ritos y Ceremonias, para vigilar y regular todo lo respectivo al culto y el ceremonial; la Congregación de la Armada Naval, para la protección contra la piratería; la Congregación del Índice, ya existente y reconfirmada para examinar y censurar en caso de herejía las obras editas; la Congregación del Concilio de Trento, igualmente existente, para continuar por velar que se cumplan las directrices de la reforma tridentina; la Congregación para levantar de los Agravios contra el Estado Eclesiástico; la Congregación de la Universidad de Roma; la Congregación de los Regulares, para resolver cuestiones referentes al estado de las Órdenes religiosas; la Congregación de los Obispos, ya existente, pero con la adquisición de mayores poderes sobre los patriarcas, arzobispos, obispos y prelados no regulares; la Congregación de Carreteras, Puentes y de las Aguas, para la edificación y manutención de los mismos; la Congregación de la Tipografía Vaticana; y la Congregación de la Consulta del Estado, encargada de revisar en última instancia las causas civiles, criminales y mixtas.
La fundamental estructura de la Curia Romana, establecida en este modo, se mantuvo sin grandes variaciones, prácticamente hasta inicios del siglo XX, con la reforma efectuada por Pío X, que fue precedida también por otros cambios condicionados por la situación política y social de cada momento. Baste mencionar la creación de la Congregación de Propaganda Fidei, por Gregorio XV, mediante Constitución apostólica Inscrutabili divinae Providentiae, del 22 de enero de 1622, con la cual se logró en gran parte la independencia de la Iglesia de los antiguos "patronatos" español y portugués, respecto al apostolado de las misiones.

#### La Reforma de Pío X

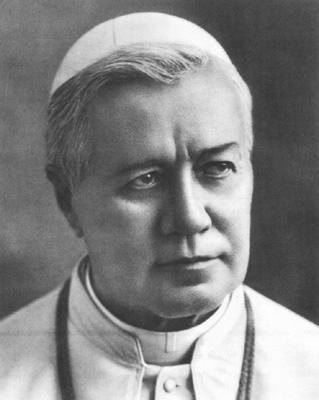
San Pío X, fotografía de 1903.

A partir del siglo XVIII se hizo necesaria una nueva reforma para distinguir claramente las competencias de las distintas Congregaciones y hacer frente al crecimiento de la secularización y las frecuentes posturas antirromanas de algunos sectores políticos y eclesiásticos.
Pío X por medio de cinco proyectos realizó un trabajo de reformas de diversos estamentos eclesiales; por medio de la Constitución apostólica Sapienti consilio, del 29 de junio de 1908, desarrolló el plan previsto para la reforma de la Curia Romana, que él mismo consideraba urgente. El papa, respetando la estructura básica de Sixto V, trató de organizar las competencias de cada uno de los dicasterios y suprimió los organismos no directamente eclesiásticos. Diecinueve en total eran los dicasterios de la nueva reforma, divididos en once Congregaciones, con competencias disciplinares; tres Tribunales, para tratar los casos judiciales; y cinco Oficios, cuyas funciones eran de carácter administrativo.
Las congregaciones de la pía reforma de la Curia Romana son: la Congregación del Santo Oficio, heredera de la antigua Congregación de la Inquisición; la Congregación Consistorial, con especiales competencia sobre los obispos; la Congregación de los Sacramentos, cuya competencia era la legislación en materia sacramentaria, exceptuando lo competente a la doctrina y a la liturgia de los mismos; la Congregación del Concilio, con ciertas competencias sobre el clero regular y los fieles cristianos; la Congregación de los Religiosos, heredera de la antigua Congregación de los Regulares; la Congregación de Propaganda Fide, restringida únicamente a los lugares de misión; la Congregación del Índice, ya existente; la Congregación de los Ritos; la Congregación del Ceremonial; la Congregación delos Asuntos Eclesiásticos extraordinarios; y la Congregación del Estudio, cuyas competencias eran las universidades y facultades eclesiásticas.
En cuanto a los Tribunales, se debe a Pío X, la refundación de la Rota Romana, con el fin de juzgar las causas contenciosas que llegaban a la Curia Romana. La Rota fue agregada a los antiguos tribunales de la Penitenciaría Apostólica, competente solo en el fuero interno; y de la Signatura Apostólica, de suprema instancia jurisdiccional.
Los oficios por su parte fueron distribuidos así: la Cancillería Apostólica que debía expedir con plomo las Cartas Apostólicas o Breves; la Dataría Apostólica, para la provisión de algunos beneficios; la Cámara Apostólica, para administrar los bienes y tutelar los derechos de la Santa Sede durante la sede vacante; la Secretaría de Breves, para redactar en latín las actas pontificias; y la Secretaría de Estado, que a su vez estaba dividida en tres secciones: para los asuntos eclesiásticos extraordinarios, para la concesión de honorificencias y para la expedición de los breves apostólicos.
En la nueva configuración de la Curia Romana, según la reforma pía, se nota el pensamiento teológico del magisterio del papa, asumido de sus predecesores inmediatos, a saber, el de la Iglesia como "Sociedad Perfecta", es decir, una sociedad religiosa compuesta por hombres de una misma fe y bajo la guía de romano pontífice, que buscan un fin distinto al de las sociedades civiles.

### Del CIC de 1917 a la reforma de Pablo VI
La mayoría de las disposiciones de la reforma pía, establecidas a través de la Sapienti consilio, pasaron algunos años después al Código de Derecho Canónico (CIC) de 1917, con solo tres modificaciones introducidas por el papa Benedicto XV, a saber: la unión de la Congregación del Índice a la del Santo Oficio; la creación de la Congregación para las Iglesias Orientales; y la formación de la Congregación de Seminarios y Universidades, a partir de la antigua Congregación de los Estudios y de la sección de seminarios de la Congregación Consistorial. Cuando entró en vigor el CIC, el 19 de mayo de 1918, la Curia Romana contaba con 11 congregaciones, 3 tribunales y 5 oficios. Salvo pequeñas modificaciones en los años subsiguientes, esa fue su configuración hasta la reforma de Pablo VI.

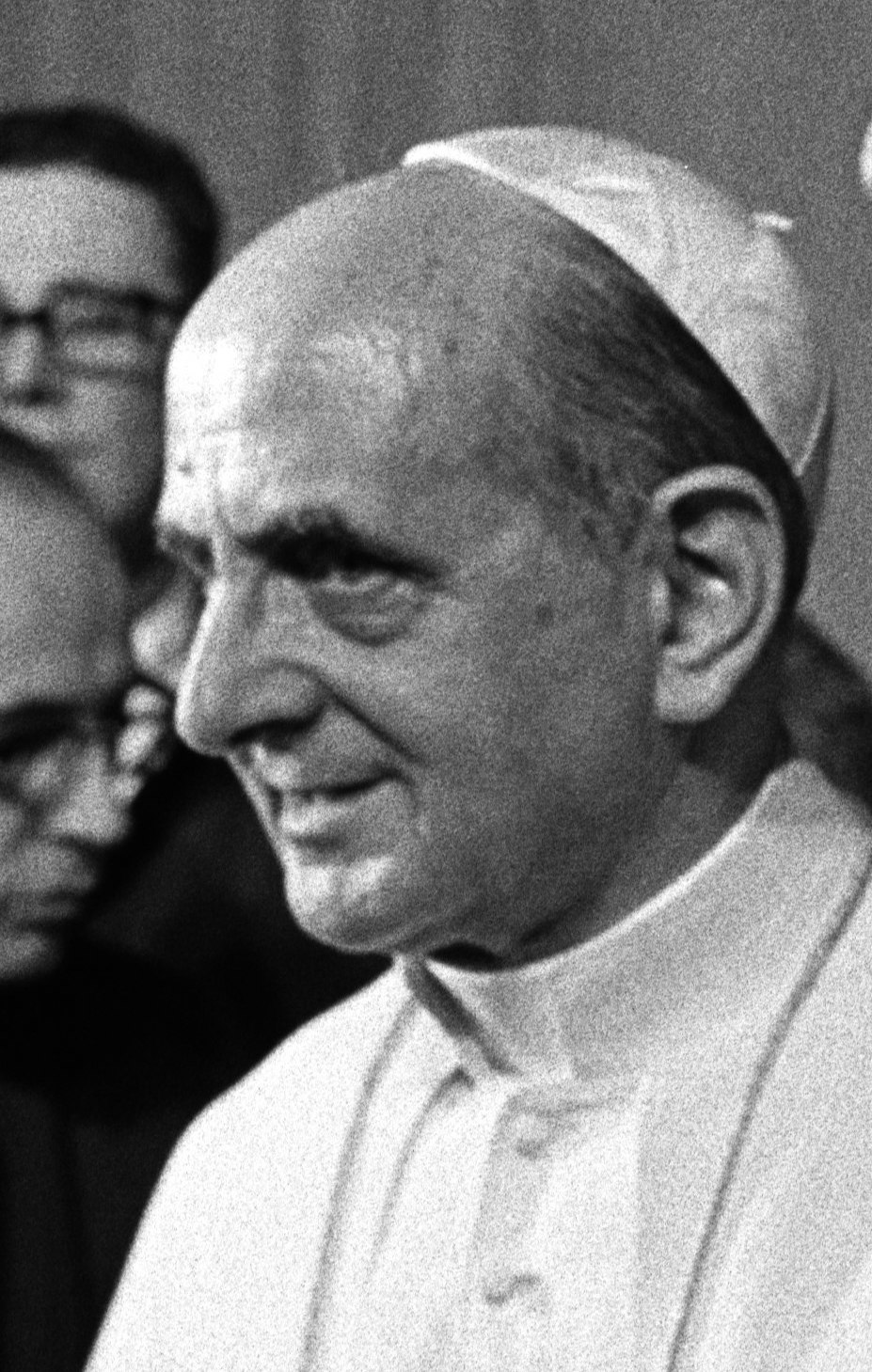
San Pablo VI, fotografía de 1967.

Con la Constitución apostólica Regimini Ecclesiae universae, del 15 de agosto de 1967, solo sesenta años después de la reforma pía, Pablo VI introduce una nueva reforma, motivado por los cambios de la vida eclesial y civil y por voluntad del Concilio Vaticano II. El mismo papa declara en un discurso dirigido a la Curia Romana, el 21 de septiembre de 1963, que «Han pasado muchos años. Es explicable como el orden de la Curia Romana se ha agravado precisamente por su venerable edad, como muestra la disparidad de sus órganos y praxis, respecto a las necesidades y usos de los nuevos tiempos, sintiendo la necesidad de reorganizarse y descentralizarse, alargarse y habilitarse para nuevas funciones».
La reorganización de la Curia Romana, según la Regimini Ecclesiae universae, fue dividida en cuatro grupos de dicasterios. A las Congregaciones, los Tribunales y los Oficios, se añadirían los Secretariados. De modo particular, cabe decir que aparte y en primer lugar se menciona la Secretaría de Estado y Consejo para los Asuntos Públicos de la Iglesia. El organigrama de la reforma paulina sería el siguiente:
- Secretaría de Estado y Consejo para los Asuntos Públicos de la Iglesia.
- Nueve Congregaciones: la Congregación para la Doctrina de la Fe; la Congregación para las Iglesias Orientales; la Congregación para los Obispos; la Congregación para la Disciplina de los Sacramentos; la Congregación de Ritos; la Congregación para el Clero; la Congregación de para los Religiosos y los Institutos seculares; la Congregación para la Educación Católica y la Congregación de Propaganda Fide.
- Tres Secretariados: para la Unión de los Cristianos; para los no cristiano y para los no creyentes. Además se hace mención del Consejo de los Laicos y la Pontificia Comisión de Estudios Iustitia et Pax.
- Los Tribunales continúan siendo tres; a saber: la Signatura Apostólica, la Rota Romana y la Penitenciaría Apostólica.
- En cuanto los oficios, de número seis, son la Cancillería, la Prefectura de los asuntos económicos de la Santa Sede, la Cámara Apostólica, la Administración del patrimonio de la Sede Apostólica, la Prefectura del Palacio Apostólico, la Oficina Central de Estadística de la Iglesia.

Se puede decir que con la reforma paulina de la Curia Romana, se intentó dotar a la Iglesia católica de instrumentos más ágiles y representativos, capaces de poner en acto primordialmente la renovación espiritual del Concilio Vaticano II, dejando la ventana siempre abierta a eventuales y necesarias reformas posteriores, de hecho antes de su muerte creó y suprimió, o reorganizó otras Congregaciones. Entre las que vieron luz durante este período fue la Congregación para las Causas de los Santos.

### La reforma de Juan Pablo II

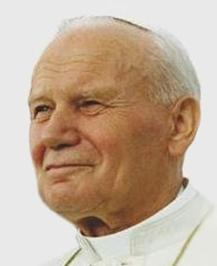
San Juan Pablo II, fotografía tomada en Denver (Colorado) en 1993.

El 28 de junio de 1988, cuatrocientos años después de la reforma sixtina, ochenta años luego de la pía reforma y veinte de la reforma paulina, el papa Juan Pablo II promulga una nueva Constitución apostólica, la Pastor Bonus, por medio de la cual realiza una nueva reforma de la Curia Romana. En ella desarrolla las normas generales y la constitución de los distintos dicasterios de la misma, basados en cuatro aspectos fundamentales: la adaptación a las nuevas necesidades de la Iglesia universal y al nuevo Código de Derecho Canónico de 1983, la sensibilidad y el estilo pastoral, el dinamismo y coordinación entre los organismos curiales, y la acogida de la colegialidad propuesta por el concilio.
La Pastor Bonus está estrechamente relacionada con la Regimini Ecclesiae universae, de Pablo VI, puesto que ambas nacen del plan de reforma propio del Concilio Vaticano II. Sin embargo se debe señalar que a pesar de tratar de elementos normativos como las reformas de Sixto V y Pablo VI, el documento de Juan Pablo II hace una reflexión teológica-eclesial sobre el carácter de la Curia Romana, razón que para algunos la diferencia de las demás. En este sentido, la Curia Romana para Juan Pablo II, «si bien no forma parte de la constitución esencial de la Iglesia, tiene sin embargo un carácter verdaderamente eclesial, ya que recibe del Pastor de la Iglesia universal, la propia existencia y competencia».

La Curia Romana de la Pastor Bonus quedó constituida por la Secretaría de Estado, nueve Congregaciones, tres Tribunales, doce Pontificios Consejos, tres Oficios, dos organismos independientes: un cuerpo de abogados de la Santa Sede y otro de abogados en la Curia Romana, que si bien no entran en el concepto de dicasterios son llamados en el documento como Instituciones de la Curia Romana. Así permaneció durante veinticinco años, con algunas pequeñas variaciones, introducidas por el mismo Juan Pablo II, Benedicto XVI y el papa Francisco.

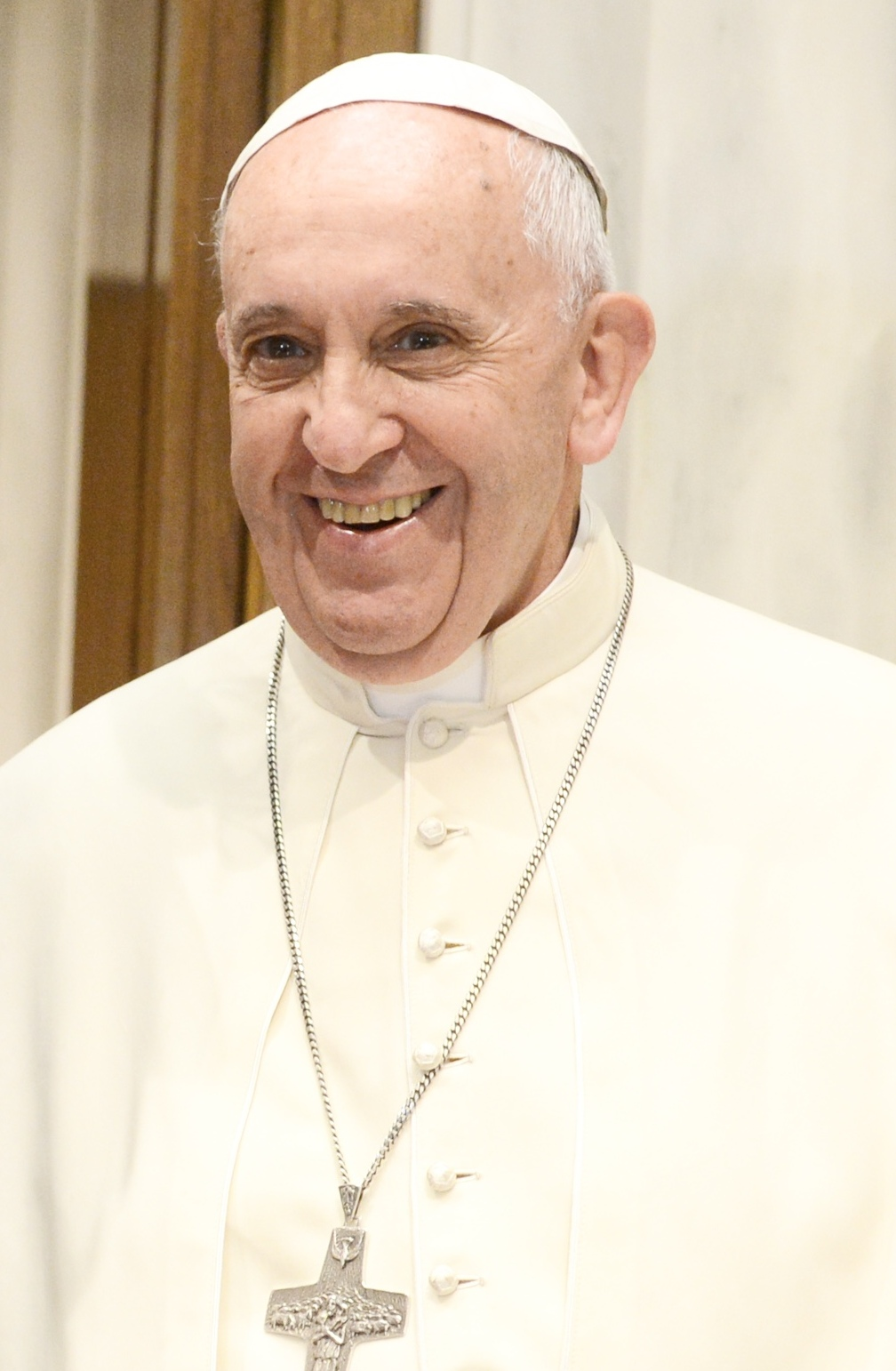
Francisco, sumo pontífice de la Iglesia católica y en cuanto sucesor de Pedro, obispo de Roma. La curia romana asiste al papa en el ejercicio del primado.

### Reforma del papa Francisco
El 13 de abril de 2013, un mes después de ser elegido, el papa Francisco constituyó una comisión de cardenales para evaluar una eventual reforma de la Curia Romana. Por otra parte, mientras se estudiaba esa reforma el papa introdujo e varios cambios en la estructura de la Curia mediante motu proprios dictados los días 15 y 16 de agosto de 2016:
- Mediante el motu proprio Sedula mater,[42] del 15 de agosto de 2016, instituyó el Dicasterio para los Laicos, la Familia y la Vida,[43] que asumía entre otras tareas las que habían desarrollado el Consejo para los Laicos y el Consejo para la Familia.
- Con el motu proprio Humanam progressionem[44] del 17 de agosto de 2016, instituyó el Dicasterio para el Servicio del Desarrollo Humano integral[45] que asumió las tareas que estaban encomendadas al Pontificio Consejo para la Justicia y la Paz(art. 165) junto con las del Pontificio Consejo para la Pastoral de los Agentes Sanitarios (art. 171), al Pontificio Consejo para los Inmigrantes e Itinerantes (arts. 170) y al Consejo Cor Unum.
- El motu proprio Humanam Progressionem,[44] del 17 de agosto de 2016, instituye el Dicasterio para el Diálogo Interreligioso, encomendándole las tareas que asumía el Pontificio Consejo para el Diálogo Interreligioso.

Casi nueve años después, el 19 de marzo de 2022 el papa Francisco promulgó la constitución apostólica Praedicate evangelium con la que estableció una nueva estructura a la Curia Romana, que se hizo efectiva el 5 de junio de ese mismo año, solemnidad de Pentecostés. Desaparece en esta estructura la denominación de Congregaciones y Consejos Pontificios, siendo asumidas sus funciones por los Dicasterios, las otras instituciones curiales se incluyen como Organismos de justicia, Organismo económicos; la curia cuenta también con las Oficinas que quedan establecidas por la propia constitución apostólica.

## Organismos de la curia romana

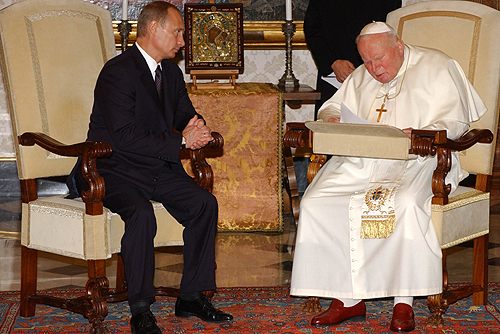
Papa Juan Pablo II durante audiencia privada con el presidente de Rusia, Vladímir Putin en 2003.

En la constitución actual de la curia romana existen dicasterios y otros organismos, cuya misión es ayudar al papa en el gobierno de la Iglesia católica, por medio de funciones consultivas, de impulso, de información, o incluso de estricta participación en el ejercicio de la autoridad en nombre del papa. Si bien es cierto que sus funciones son administrativas, legislativas y judiciales, la curia romana cumple a su vez una función que afecta las necesidades pastorales de los fieles católicos en todo el mundo. Además de la secretaría de Estado, y los dicasterios, existen organismos de justicia, organismo económicos, y oficios. Pueden ser de cuatro tipos: congregaciones, pontificios consejos, tribunales y oficinas. La composición de la curia romana, de acuerdo con el sitio web oficial de la Santa Sede, se organiza de la siguiente manera:

### Secretaría de Estado
La Secretaría de Estado es la institución de la curia romana que colabora más de cerca al papa en el ejercicio del ministerio petrino. Está presidida por el cardenal secretario de Estado, y desempeña todas las funciones políticas y diplomáticas de la Santa Sede, creada en el siglo XV, y es ahora el dicasterio que más participa en la coordinación de las actividades de la Santa Sede.
La Secretaría se divide en tres secciones: la Sección de Asuntos Generales, llamada también Primera Sección, a la que corresponde el desarrollo de los asuntos de la Iglesia universal y las relaciones con los dicasterios de la Curia Romana; la Sección de Relaciones con los Estados, conocida como Segunda Sección, que debe velar por las relaciones con los gobiernos civiles y demás sujetos de derecho internacional; y la Sección para el Personal Diplomático de la Santa Sede, conocida como Tercera Sección, que ocupa de las cuestiones relativas al personal del servicio diplomático de la Santa Sede.

### Los dicasterios
Los dicasterios son las instituciones de la curia competentes en las materias que se le asignan y que continúan las funciones que anteriormente asumían las congregaciones y los consejos pontificios. Cada congregación está dirigida por un prefecto, asistido por uno o más secretarios, junto a uno o más subsecretarios, y de un número adecuado de miembros, a los que se añaden los diversos oficiales y consultores.

#### Dicasterio para Evangelización
El Dicasterio para la Evangelización es la institución de la curia romana encargada de la evangelización en el sentido más amplio, de modo que, de acuerdo con la constitución apostólica Praedicate evangelium dispone de dos secciones: una sobre las cuestiones fundamentales de la evangelización del mundo; y otra para la primera evangelización y las nuevas iglesias particulares. Esta segunda sección recoge las funciones que desempeñaba la antigua Congregación de Propaganda Fide, renombrada por Juan Pablo II, como Congregación para la Evangelización de los Pueblos. La Congregación es presidida directamente por el romano pontífice, asistido para cada una de las dos secciones por un pro-prefecto.

#### Dicasterio para la Doctrina de la Fe
El Dicasterio para la Doctrina de la Fe (Latín: Dicasterium pro Doctrina Fidei), anteriormente conocido como Congregación para la Doctrina de la Fe, y antes Sagrada Congregación del Santo Oficio, sucesora de la Sagrada Congregación de la Romana y Universal Inquisición, y, a veces simplemente llamado Santo Oficio es la más antigua de los dicasterios de la curia romana. Está entre los más activos de estos grandes departamentos curiales, y supervisa la doctrina católica. Se compone de dos secciones, la Sección Doctrinal encargada de promover y apoyar la reflexión sobre la comprensión de la fe; y, examinando para ello los escritos y opiniones que parezcan contrarios a la fe y las costumbres, trata de salvaguardar ese contenido, procurando una adecuada refutación de los errores. En este dicasterio se instituyen los siguientes instituciones:

###### —Pontificia Comisión Bíblica
La Pontificia Comisión Bíblica, presidida por el prefecto del Dicasterio, es un órgano consultivo de eruditos bajo la autoridad del Dicasterio para la Doctrina de la Fe, con funciones:
- proteger y defender la integridad de la fe católica en materia bíblica
- fomentar el progreso de la exposición de los libros sagrados, teniendo en cuenta todos los últimos descubrimientos
- decidir las controversias sobre las graves cuestiones que puedan surgir entre los estudiosos católicos
- dar respuestas a los católicos de todo el mundo que podrán consultar a la Comisión
- garantizar que la Biblioteca Apostólica Vaticana esté debidamente equipada con códices y libros necesarios
- publicar estudios sobre la Escritura, en caso de demanda

###### —Comisión Teológica Internacional
La Comisión Teológica Internacional, presidida por el prefecto del Dicasterio, consta de, a lo sumo, treinta teólogos de todo el mundo. Su función es asesorar a al Dicasterio para la Doctrina de la Fe y, en general, a la Santa Sede.

###### —Comisión Pontificia para la Protección de los Menores
Su función es ofrecer al papa consejo y asesoramiento en esta materia y proponer las iniciativas más adecuadas para la tutela de los menores; asiste además a los ordinarios de las iglesias particulares y superiores de los institutos de vida consagrada y sociedades de vida apostólica, en esas cuestiones. Los miembros de la comisión son nombrados por el papa por cinco años, y es presidida por un presidente delegado nombrado también por el papa.

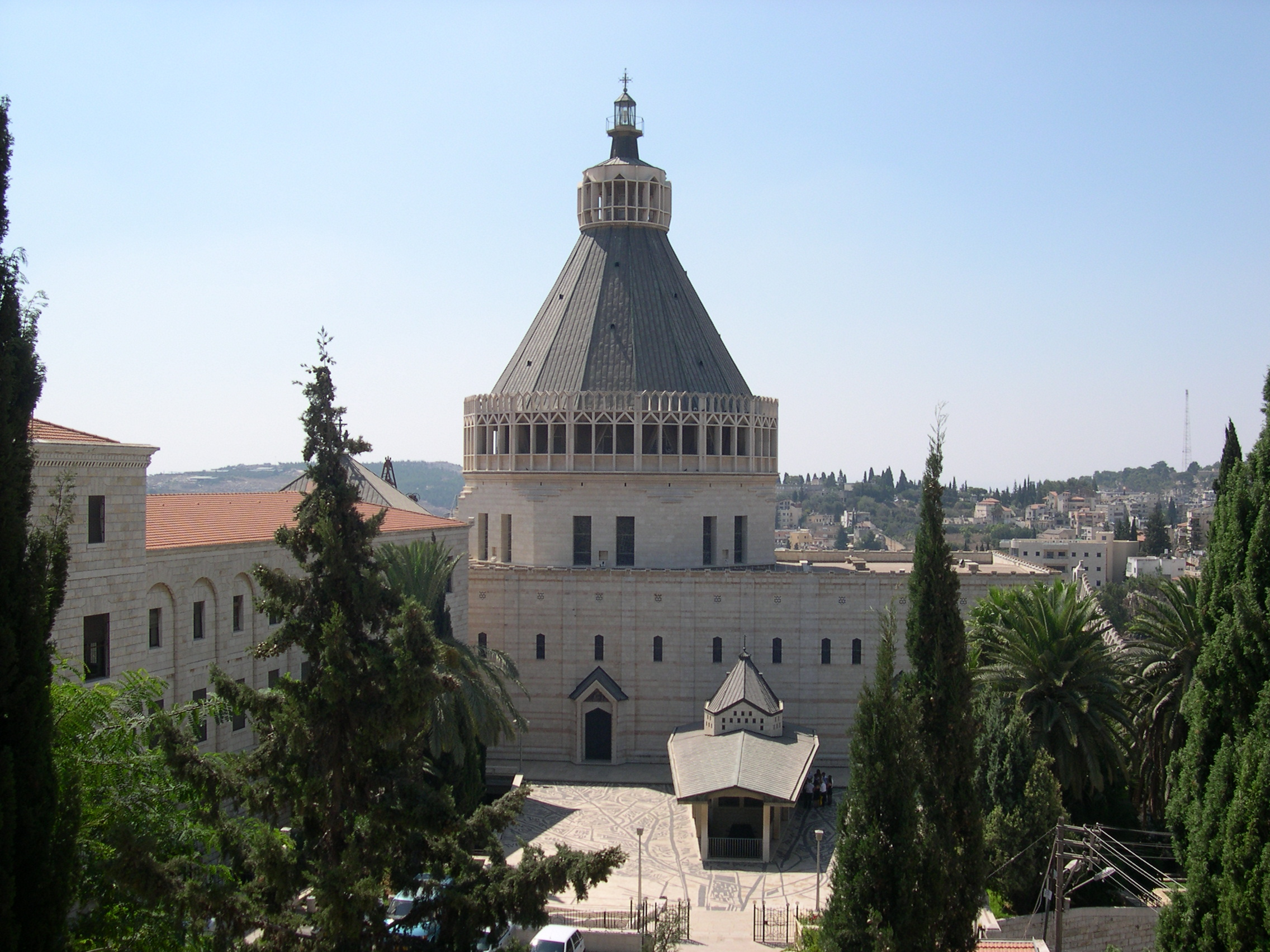
La Iglesia de la Anunciación en Nazaret, es el mayor edificio de la iglesia cristiana en el Oriente Medio bajo la supervisión de la Congregación para las Iglesias Orientales.

#### Dicasterio para el Servicio de la Caridad
Este Dicasterio para el Servicio de la Caridad, llamado también Limosnería Apostólica, está bajo la dirección del Limosnero de Su Santidad, y es expresión de la misericordia y opción por los pobres, vulnerables y excluidos que realiza en su favor en nombre del papa. Es competente para buscar y solicitar ayudas destinadas a esas obras de caridad.

#### Dicasterio para las Iglesias Orientales
El Dicasterio para las Iglesias Orientales (Latín: Dicasterium pro Ecclesiis Orientalibus) es la institución de la Curia Romana encargado de tratar con las Iglesias orientales católicas en aras de ayuda a su desarrollo, protección de sus derechos y también de mantenimiento de un conjunto entero y único dentro de la Iglesia católica, junto con la liturgia, disciplina y el patrimonio espiritual de Rito Latino, y la herencia de las diversas tradiciones cristianas orientales. Tiene autoridad exclusiva sobre las siguientes regiones: Egipto y la Península del Sinaí, Eritrea y el norte de Etiopía, el sur de Albania y Bulgaria, Chipre, Grecia, Israel, Irán, Irak, Líbano, Palestina, Siria, Jordania, Turquía y Ucrania.
El Dicasterio para las Iglesias Orientales tiene su origen en la Congregatio de Propaganda Fide pro negotiis ritus orientalis fundada por el Papa Pío IX, el 6 de enero de 1862, como una sección de la Congregación de Propaganda Fide. La congregación se volvió independiente de la Propaganda fide mediante el motu proprio Dei Providentis de 1 de mayo de 1917, desde ese momento hasta 1917 hasta 1967, el papa fue el prefecto de la Congregación, ejerciendo en su nombre las funciones correspondientes el Secretario de la Congregación. Son miembros del Dicasterio por derecho: los Patriarcas, los arzobispos mayores de las Iglesias orientales sui iuris y el prefecto del Dicasterio para la Promoción de la Unidad de los Cristianos..

#### Dicasterio para el Culto Divino y la Disciplina de los Sacramentos
El Dicasterio para el Culto Divino y la Disciplina de los Sacramentos, sucede a la antigua Sagrada Congregación para la Disciplina de los Sacramentos. Tiene encomendada las cuestiones que corresponden a la Santa Sede en cuanto a la regulación y promoción de la liturgia. Así mismo se ocupa de la disciplina de los sacramentos y de las consecuencias jurídicas relativas a su celebración lícita y válida.

#### Dicasterio de las Causas de los Santos
El Dicasterio de las Causas de los Santos tiene encomendado la supervisión del complejo proceso que conduce a la canonización de santos, pasando por los pasos de una declaración de "virtudes heroicas" y beatificación. Después de preparar un caso, incluyendo la aprobación de los milagros, el caso se presenta al papa, que decide si proceder o no a la beatificación o canonización. Su predecesor fue la congregación fue la Sagrada Congregación de Ritos, fundada por el Papa Sixto V, el 22 de enero de 1588 con la bula Immensa aeterni Dei. que estuvo encargada tanto de las causas de los santos como del culto divino. El 8 de mayo de 1969, el papa Pablo VI emitió la constitución apostólica Sacra Rituum Congregatio, dividiéndolo en dos congregaciones, la Congregación para el Culto Divino y la Disciplina de los Sacramentos, y la Congregación para las Causas de los Santos. Con los cambios en el proceso de canonización introducida por el papa Juan Pablo II en 1983, un colegio de relatores se añadió para preparar los casos de los declarados como Siervos de Dios.

#### Dicasterio para los Obispos
El Dicasterio para los Obispos (Latín: Dicasterium pro Episcopis) sucede en la estructura de la Curia reformada por la const. apost. Praedicte evangelium a la antigua Congregación para los Obispos, a ella corresponde la relación con los obispos que no están en territorios de misión o de las zonas que se encuentren bajo la jurisdicción del Dicasterio para las Iglesias Orientales. Asimismo, establece el programa de las visitas ad limina que realizan los obispos a Roma para analizar con el papa la actividad pastoral en sus diócesis. Sucede también a la antigua Congregación Consistorial en la creación de nuevas diócesis y el nombramiento de obispos.
Dentro de este Dicasterio se instituye la Comisión Pontificia para América Latina, que tiene como cometido el estudio de las cuestiones relacionadas con las iglesias particulares de esa región; le corresponde también favorecer la relaciones entre las instituciones eclesiásticas nacionales e internacionales. Es presidida por el prefecto del Dicasterio, ayudado por uno o más secretarios y con la participación de varios consejeros nombrados por el papa por cinco años.

#### Dicasterio para el Clero
El Dicasterio para el Clero está encargado de supervisar las cuestiones relativas a los sacerdotes y diáconos. El dicasterio asiste a los obispos en la atención pastoral de los sacerdotes diocesanos así como a la formación de los futuros clérigos, correspondiéndole la erección de los seminarios. Por otra parte al dicasterio le compete todo lo referente al estado clerical en cuanto tal de todos los clérigos, diocesanos o miembros de institutos de vida consagrada y de las sociedades de vida apostólica, incluyendo los casos de dispensa de las obligaciones asumidas por la ordenación. El dicasterio no se ocupa de los casos de abuso perpetrado por miembros de la Iglesia católica, que coresponden exclusivamente por al Dicasterio para la Doctrina de la Fe.
En el dicasterio se constituyen la Obra Pontificia para las Vocaciones Sacerdotales y la Comisión Interdicasterial Permanente para la Formación a las Órdenes Sagradas, presidida ex officio por el prefecto.

#### Dicasterio para los Institutos de Vida Consagrada y las Sociedades de Vida Apostólica
El Dicasterio para los Institutos de Vida Consagrada y las Sociedades de Vida Apostólica (Latín: Dicasterium pro Institutis Vitae Consecratae Vitae Apostolicae et Societatibus) es la institución de la Curia Romana encargada de todo lo que se refiere a los Institutos de Vida Consagrada (órdenes y congregaciones religiosas, institutos seculares) y las Sociedades de Vida Apostólica en cuanto a su gobierno, disciplina, estudios, bienes, derechos y privilegios. 

#### Dicasterio para los Laicos, la Familia y la Vida
El Dicasterio para los Laicos, la Familia y la Vida fue instituido por el papa Francisco, el 15 de agosto de 2016, mediante el motu proprio Sedula Mater, asumiendo las competencias y funciones que pertenecían al Consejo Pontificio para los Laicos y al Consejo Pontificio para la Familia.
El Dicasterio es competente en aquellas materias que conciernen a la Sede Apostólica en cuanto a la promoción de la vida y el apostolado de los fieles laicos, la atención pastoral de los jóvenes, de la familia y su misión, según el designio de Dios, y la protección y el apoyo de la vida humana.

#### Dicasterio para la Promoción de la Unidad de los Cristianos
El Dicasterio para la Promoción de la Unidad de los Cristianos es la institución de la curia romana dedicado principalmente a la promoción del diálogo y la unidad con otras iglesias cristianas y comunidades eclesiales, pero también, a través de una estrecha relación con una comisión específica, del avance en las relaciones religiosas con los judíos.

#### Dicasterio para el Diálogo Interreligioso
El Dicasterio para el Diálogo Interreligioso es la institución de la curia romana para la promoción del diálogo interreligioso, de conformidad con el espíritu del Concilio Vaticano II, en particular, la declaración Nostra Aetate. Tiene las siguientes responsabilidades:

1. Promover que el diálogo con los seguidos de otras religiones se desarrolle adecuadamente con una actitud de escucha, estima y respeto;
2. Promueve entre todos los hombres una verdadera búsqueda de Dios, fomentando los estudios que permiten compartir información y la estima recíproca.
3. Ayuda a los obispos diocesanos en la formación de las personas que se comprometen al diálogo interreligioso.

En el ejercicio de sus funciones procede de común acuerdo con el Dicasterio para la Doctrina de la Fe y, cuando es necesario, con el de las Iglesias Orientales, y para la Evangelización.

#### Dicasterio para la Cultura y la Educación
El Dicasterio para la Cultura y la Educación trabaja para el desarrollo de los valores humanos en las personas de acuerdo con la antropología cristiana. Asume los cometidos que, hasta su constitución, correspondían al Pontificio Consejo para la Cultura y a la Congregación para la Educación Católica, de acuerdo con estas funciones se compone de dos Secciones. La Sección para la Cultura promueve la relaciones de la Santa Sede con el mundo de la cultura, colaborando con las iglesias particulares en esta tarea. La Sección para la Educación trabaja para que los principios fundamentales de la educación, especialmente la católica, sean implementados adecuadamente; es competente para la erección y aprobación de los institutos de educación superior y para la emisión de los nihil obstat que necesitan los profesores de disciplinas teológicas. El Dicasterio coordina las actividades de ciertas Academias Pontificias. que en el momento de la promulgación de las cons. apost. Praedicate evangelium son las siguientes:
- Insigne Academia Pontificia de Bellas Artes y Letras de los Virtuosos en el Panteón[72]
- Pontificia Academia Romana de Arqueología[73]
- Pontificia Academia de Teología[74]
- Pontificia Academia de Santo Tomás[75]
- Pontificia Academia Mariana Internacional
- Pontificia Academia Cultorum Martyrum[76] . Fundada bajo el título de «Collegium Cultorum Martyrum», el 2 de febrero de 1879, la Academia Pontificia del Culto de los Mártires[77] se propone promover su culto, incrementar y profundizar la historia exacta de los testigos de la fe, y de los monumentos relacionados con ellos, desde los primeros siglos del cristianismo.
- Pontificia Academia de Latinidad[78] . Instituida por el papa Benedicto XVI con la carta apostólica en forma de motu proprio “Latina Lingua” del 10 de noviembre de 2012, tiene como finalidad de "sostener el esfuerzo por un mayor conocimiento y un uso más competente de la lengua latina, tanto en el ámbito eclesial como en el más amplio mundo de la cultura”.

#### Dicasterio para el Servicio del Desarrollo Humano Integral
El Dicasterio para el Servicio del Desarrollo Humano Integral tiene la tarea de promover la persona humana y su dignidad dada por Dios, los derechos humanos, la salud, la justicia y la paz. Se interesa principalmente por cuestiones relacionadas con la economía y el trabajo, el cuidado de la creación y de la tierra como “casa común”, las migraciones y las emergencias humanitarias.
Const. apost. Praedicate evangelium, art. 163.1

Fue instituido por el papa Francisco, mediante la carta apostólica en forma de motu proprio Humanam progresionem, y desde el 1 de enero de 2017 asume las funciones que, hasta su institución, desempeñaban los siguientes Consejos Pontificios:
- Pontificio Consejo para la Justicia y la Paz, y en este campo trata de difundir la doctrina social de la Iglesia y colaborar en las acciones encaminadas a prevenir y resolver los conflictos internaciones y sociales.
- Pontificio Consejo Cor Unum, así el dicasterio promueve y estimula la caridad, promueve las ayuda sanitaria en zonas de crisis.
- Pontificio Consejo de la Pastoral para los Migrantes y los Itinerantes. en este sentido el dicasterio analiza las causas de la migración y la huida de los países de origen, promoviendo iniciativas solidarias en este campo.
- Pontificio Consejo para la Pastoral de los Agentes Sanitarios,[81] en este campo el dicasterio promueve una atención sanitaria justa e integral y la atención adecuada de los enfermos.

Promueve además la atención pastoral de la gente del mar, especialmente a través de la Obra de Apostolado del Mar, de la que ejerce su dirección.
El Dicasterio mantiene estrecha relación con la Pontificia Academia de las Ciencias Sociales y la Pontificia Academia para la Vida: además, en el desempeño de sus funciones coordina sus actuaciones o colabora con la Secretaría de Estado.

#### Dicasterio para los Textos Legislativos
El Dicasterio para los Textos Legislativos, continúa la labor que tuvo encomendada el Pontificio Consejo para los Textos Legislativos, a él le corresponde formular la interpretación auténtica de las leyes de la Iglesia, después de oír las cuestiones de mayor importancia de la resoluciones curiales y las Oficinas de la Curia. Asiste también a la preparación de los textos de carácter normativo de las instituciones curiales, y da el reconocimiento de los decretos generales de las conferencias particulares. A petición de los interesado determina si los decretos dictados por legisladores inferiores al romano pontífice son conformes con el derecho universal de la Iglesia.

#### Dicasterio para la Comunicación
El Dicasterio para la Comunicación, instituido por primera vez por la cons. apost. Praedicate evangelium, se ocupa de todo el sistema de comunicación de la Sede Apostólica; además de las funciones operativas que se le atribuyen, desarrolla también los aspectos teológicos y pastorales de la acción comunicativa de la Iglesia, y trabaja para que los fieles sean cada vez más conscientes del deber que le corresponde a cada uno en esta materia. Le corresponde también apoyar en sus actividades de comunicación a todas las instituciones curiales y Oficinas de la Curia, a la Gobernación del Estado de la Ciudad del Vaticano, y a los organismo que tienen su sede en la Ciudad del Vaticano o depende de la Sede Apostólica.
El Dicasterio tiene sus antecedentes y de algún modo asume los cometidos que ha venido desempeñando de modo independiente: el Pontificio Consejo de las Comunicaciones Sociales, la Filmoteca Vaticana, la Sala de Prensa de la Santa Sede, la Radio Vaticana, Centro Televisivo Vaticano, Servicio de Internet del Vaticano, Libreria Editrice Vaticana, y Servicio Fotográfico.

### Organismos de justicia

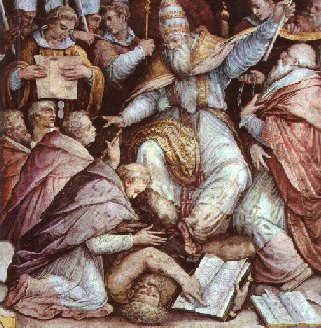
Una representación del Papa Gregorio IX durante la Excommunicamus.

Los Tribunales de la Santa Sede son tres: la Penitenciaria Apostólica, el Tribunal Supremo de la Signatura Apostólica y el Tribunal de la Rota Romana.

#### Penitenciaria Apostólica
La Penitenciaria Apostólica, regida por el penitenciario mayor, es uno de los tres tribunales de la curia romana. La Penitenciaría Apostólica tiene competencia sobre todo lo relativo al fuero interno y a la indulgencias como expresiones de la misericordia divina. Para al fuero interno -sacramental o no sacramental- concede la absolución de censuras, dispensas, conmutaciones, condonaciones y otras gracias. La Penitenciaria provee a la Basílicas Papales de Roma de suficientes penitenciarios con las oportunas facultades.

#### Tribunal Supremo de la Signatura Apostólica
El Tribunal Supremo de la Signatura Apostólica es la más alta autoridad judicial en la Iglesia católica, junto con el propio papa, que es el supremo juez eclesiástico. Además, es una oficina administrativa para las cuestiones relativas a la actividad judicial de toda la Iglesia. Está compuesto por cardenales, obispos y presbíteros nombrados por el papa por cinco años, y es presidida por el cardenal prefecto asistido por un secretario. Se rige por una ley propia.
Como tribunal de jurisdicción ordinaria le corresponde:
1. las demandas de nulidad y solicitudes de restitutio in integrum contra las sentencias de la Rota Romana;
2. los recursos, en las causas relativas al estado de las personas, contra el rechazo a un nuevo examen de la causa decidido por la Rota Romana;
3. las excepciones de sospecha y otras causas contra los jueces de la Rota Romana por actos realizados en el ejercicio de su función;
4. los conflictos de competencia entre Tribunales que no dependan del mismo Tribunal de Apelación.

Además como órgano administrativo de justicia, le corresponde juzgar los recursos contra los actos administrativos singulares, realizados o aprobados por los dicasterios o la Secretaría de Estado.
Asimismo es, además, como órgano administrativo de justicia le corresponde vigilar las correcta administración de justicia en los diversos tribunales, juzgar cualquier solicitud relativa a la administración de la justicia, así como la aprobación o erección de tribunales supradiocesanos.

#### Tribunal de la Rota Romana
El Tribunal de la Rota Romana es el más alto tribunal de apelación; le corresponde también juzgar el hecho de la no consumación del matrimonio y la existencia de causa justa para la dispensa; es también competente par las causas de nulidad de las sagradas órdenes. Está compuesto por un cierto número de jueces, elegidos por el papa de diversas partes del mundo, que nombra entre ellos al decano que lo preside como primus inter pares.
Juzga en segunda instancia las causas ya juzgadas por los tribunales ordinario y remitidas a la Santa Sede por legítima apelación, y en tercera o ulterior instancia las causas ya tratadas por el mismo tribunal apostólico, o por cualquier otro tribunal, a no ser que haya pasado a cosa juzgada. Juzga además en primera instancia a los obispos, abades y moderadores supremos de los institutos de vida apostólica y sociedades de vida apostólica de derecho pontificios; a las diócesis, eparquias y otras personas eclesiásticas, físicas o jurídicas, que no tienen un superior por debajo del romano pontífice; también las causas que le son encomendadas por el papa.

### Organismos económicos

#### Consejo para la Economía
Corresponde al Consejo para la Economía la supervisión de las estructuras y actividades administrativas y financieras de las instituciones curiales y oficinas, de las instituciones vinculadas a la Santa Sede. Ejerces estas funciones a la luz de la doctrina social de la Iglesia, ateniéndose a las mejores prácticas reconocidas internacionalmente en esta materia. Nombrados por el papa, forman el consejo ocho cardenales y obispos que representan la universalidad de la Iglesia, y siete laicos elegidos entre expertos de diversas naciones. El consejo lo preside y convoca un cardenal coordinador. Asiste a las reuniones del consejo, con voz pero sin voto, el Prefecto de la Secretaría de Asuntos Económicos.

#### Secretaría para la Economía
La Secretaría para la Economía, presidida por un prefecto, asistido por un secretario, ejerce el control y vigilancia en materia administrativa, económicas y financiera de todas las instituciones curiales. A ellas corresponde la preparación del presupuesto anual y el balance anual consolidado que presenta al Consejo para la económica. Ejerce también un control adecuado sobre el Óbolo de San Pedro y demás fondos papales. Dispone de dos áreas funcionales: una de control en materia económica y financiera, y otra en materia administrativa. En Secretaría para la economía queda instituido el Departamento de Recursos Humanos de la Santa Sede, que se ocupa de todo lo relativo a la posición y gestión laboral de los colabores de la curia.

#### Administración del Patrimonio de la Sede Apostólica
La Administración del Patrimonio de la Sede Apostólica es "el organismo encargado de la administración y gestión de los bienes inmuebles y muebles de la Santa Sede destinados a proporcionar los recursos necesarios para el cumplimiento de la función propia de la Curia Romana para el bien y al servicio de las Iglesias particulares" El organismo está presidido por un Presidente, asistido por un secretario y por un consejo integrado por cardenales, obispos, presbíteros y laicos. Se organiza en tres áreas funiconales que se ocupan de la gestión inmobiliaria, los asuntos financieros y los servicios.

#### Oficina del Auditor General
La Oficina del Auditor General tiene encomendada la auditoría del balance consolidado de la Santa Sede, mediante un programa que comunica al Consejo de Asuntos Económicos. Además a petición de este Consejo, o de las instituciones u Oficinas Curiales realiza auditorias en situaciones particulares. Ante comunicaciones de particulares sobre situaciones particulares que podrían merecer su intervención, tras examinar la información recibida las presenta al prefecto de la Secretaría de Asuntos Económicos y, si lo considera necesario, al cardenal coordinador del Consejo de Asuntos Económicos.

#### Comisión de Materias Reservadas
La Comisión de Materias Reservadas es responsable de la autorización de cualquier acto jurídico, económico o financiero que, el bien mayor de la Iglesia o de las personas debe quedar amparado por el secreto; así mismo le corresponde controla y supervisa los contratos de la Santa Sede que según ley exigen confidencialidad.

#### Comité de Inversiones
Corresponde al Comité de Inversiones garantizar la ética de las inversiones inmobiliarias de la Santa Sede, y al mismo tiempo su rentabilidad, conveniencia y riesgo. El comité está formado por profesionales de alto nivel nombrados por un periodo de cinco años por el papa.

### Oficinas

#### Prefectura de la Casa pontificia
A la Prefectura de la Casa Pontificia le corresponde todo lo que se refiere a la disciplina y el servicio de la Capilla y Casa Pontificia. Eta dirigida por un prefecto, asistido por el regente. Cuida de la organización y desarrollo de las ceremonias pontificias, prepara las audiencias públicas, especiales y privadas del papa; se encarga de los ejercicios espirituales del romano pontífice, del colegio cardenalicio y de la Curia Romana; prepara las visitas del papa en el territorio vaticano, Roma o Italia, pero solo asiste a las reuniones y visitas en territorio vaticano.

#### Oficina de las Celebraciones Litúrgicas del sumo pontífice
La Oficina de las Celebraciones Litúrgicas del Sumo pontífice se encarga de todo lo necesario para las celebraciones litúrgicas en el Vaticano en las que preside, participa o asiste el romano pontífice, o —en su nombre o por su mandato— un cardenal o un prelado; se ocupa también de las celebraciones litúrgicas pontificias durante las visitas pastorales del papa; y de la celebración del Consistorio y dirección de las ceremonias litúrgicas del colegio cardenalicio durante la sede vacante. Está a cargo de la oficina el Maestro de Celebraciones Litúrgicas Pontificias, que también es responsable de las Sacristías Pontificias y de las Capillas del Palacio Apostólico y de la Capilla Musical Pontificia. El Maestro de Celebraciones Litúrgicas es nombrado por el papa por cinco años, y es ayudado en las celebraciones por los ceremonieros pontificios nombrados también por el papa por cinco años; colaboran también en la oficina varios oficiales y consultores.

#### Camarlengo de la Santa Iglesia Romana
Este oficio sucede a la Cámara Apostólica (Latín: Camera Apostolica o Apostolica Camera), que actuaba como un consejo de administración de bienes pontificios, finanzas en el sistema administrativo del papa, que fue de gran importancia en el gobierno de los Estados de la Iglesia, y en la administración de justicia. Juan Pablo II, con la const, apostólica Pastor Bonus, encomendó a esta cámara, bajo la dirección del cardenal camarlengo, las funciones que los eran asignadas por el derecho especial durante el periodo de sede vacante. La cons, apost. Praedicate evangelium, mantiene la encomienda de estas funciones en la situación de sede vacante al cardenal camarlengo, y en caso de estar impedido al vicecamarlengo, en estas tareas esta apoyado, bajo su autoridad por tres cardenales asistentes, uno será el coordinador del Consejo de Asuntos Económicos, y los otros dos identificados de acuerdo con la legislación sobre Sede Apostólica vacante y la elección del romano pontífice. Tanto el camarlengo como el vicecamarlengo son nombrados por el papa.

### Abogados
Por la relación de su trabajo con determinadas instituciones de la Curia, la consti. apost. Praedicate evangelium, regula el elenco de abogados facultados para intervenir en los procesos que se sigan en el Tribunal Supremo de la Signatura Apostólica, su inscripción corresponde al Secretario de Estado, oída una comisión instituida establemente.
Por otra parte, la Curia cuenta con el Cuerpo de Abogados de la Santa Sede, que son nombrados por un periodo de 5 años por el Secretario de Estado y pueden asumir el patrocinio de causas en nombre de la Santa Sede o de las instituciones curiales, tanto en tribunales eclesiásticos como civiles.

### Instituciones vinculadas a la Santa Sede
Entre las instituciones vinculadas a las Santa Sede la consti. apost. Praedicate evangelium se refiere expresamente a algunos institutos que, aunque propiamente no forman parte de la Curia, prestan servicios necesarios o útiles al Papa, a la Curia y a la Iglesia universal., todas estas instituciones se rigen, en cuanto a su constitución y administración, por sus propias leyes.. Todas ellas se rigen por sus propias leyes en cuanto a su constitución y administración. En los siguientes apartados se da noticias de estas instituciones::

#### Archivo Apostólico Vaticano
El Archivo Apostólico Vaticano, denominado antes Archivo Secreto Vaticano, tomó ese nuevo nombre por el motu proprio del papa Francisco, del 22 de octubre de 2019; en él se custodian las actas y documentos relativos al gobierno de la Iglesia, está a disposición de la Santa Sede y de la Curia, y su acceso está permitido a investigadores e historiadores, previa acreditación y autorización de la Santa Sede.

#### Biblioteca Apostólica Vaticana
La Biblioteca Apostólica Vaticana, instituto de antiguo origen

instrumento destacado de la Iglesia para el desarrollo y la difusión de la cultura, en apoyo a la actividad de la Sede Apostólica. A través de sus diversas secciones tiene la tarea de recopilar y preservar un riquísimo patrimonio de la ciencia y del arte y de ponerlo a disposición de los estudiosos que buscan la verdad.
Cons.apost. Praedicate evangelium, art. 243.

#### Fábrica de San Pedro
A la Fábrica de San Pedro, le compite todo lo relativo a la conservación y cuidado de la Basílica de San Pedro, así como a la disciplina de los custodios, encargados de su cuidado, los peregrinos y los visitantes. Cuando se necesario actúa de común acuerdo con el Capítulo de canónigos de la misma basílica.

#### Pontificia Comisión de Arqueología Sagrada
La Pontificia Comisión de Arqueología Sagrada fue creada por Pío IX (6 de enero de 1852) "para cuidar de los antiguos cementerios sagrados, cuidar de su conservación preventiva, nuevas exploraciones, la investigación y estudio, así como salvaguardar los más antiguos recuerdos de los primeros siglos cristianos, los monumentos y venerables basílicas en Roma, en la periferia romana y el suelo, y en las demás diócesis de acuerdo con los respectivos ordinarios". Pío XI fundó la comisión pontificia y amplió sus competencias, que ne la const. apost. Praedicate evangelium quedan sintetizadas así: estudiar, conservar, protger y valorizar las catacumbas cristianas de Italia"

#### Academias Pontificias
La const. apost. Praedicate evangelium, al relacionar las instituciones vinculadas a la Santa Sede, expone así el papel que desempeñan las Academias Pontificias

Para la investigación y difusión de la verdad en los diversos sectores de la ciencia divina y humana, han surgido diversas academias dentro de la Iglesia Católica, entre las que destacan la Pontificia Academia de las Ciencias, la Pontificia Academia de las Ciencias Sociales y la Pontificia Academia para la Vida.
Const. apost. Praedicate evangelium, art. 246.

##### —Pontificia Academia de las Ciencias
La Academia Pontificia de las Ciencias (Latín: Pontificacia Academia Scientiarvm) fue fundada por la Iglesia católica en 1936 con su nombre actual por el papa Pío XI y se coloca bajo la protección del reinado del sumo pontífice (el papa). Su objetivo es promover el progreso de las matemáticas, la física y las ciencias naturales y el estudio relacionado con los problemas epistemológicos. La Academia tiene sus orígenes en la Accademia Nazionale dei Lincei (Academia de linces) establecida en Roma en 1603, por el papa Clemente VIII y el instruido príncipe romano Federico Cesi (1585-1630) que fue un joven botánico y naturalista y proclamó a Galileo Galilei como su presidente. El actual presidente es el físico Nicola Cabibbo. La Academia tiene su sede en la Casina Pio IV, también llamada Villa Pía, en el corazón de los Jardines Vaticanos. La academia tiene una lista de miembros de los nombres más respetados de la ciencia en el siglo XX, muchos de ellos premios Nobel, entre ellos Stephen Hawking y Charles Hard Townes.

##### —Pontificia Academia de las Ciencias Sociales
La Academia Pontificia de Ciencias Sociales fue establecida por el papa Juan Pablo II, el 1 de enero de 1994 (AAS 86 [1994], 213), con el objetivo de promover el estudio y el progreso de las ciencias sociales, principalmente la economía, la sociología, el derecho y ciencias políticas. La Academia, a través de un diálogo apropiado, ofrece así a la Iglesia, los elementos que se pueden utilizar en el desarrollo de su doctrina social, y reflexiona sobre la aplicación de esa doctrina en la sociedad contemporánea. La Academia, que es autónoma, mantiene una estrecha relación con el Pontificio Consejo "Iustitia et Pax".

##### —Pontificia Academia para la Vida
La Pontificia Academia para la Vida es una institución de la Iglesia católica, dedicada a la promoción de una ética de la Iglesia coherente con la vida. También realiza investigaciones relacionadas con la bioética y la Teología Moral católica.

#### Agencia de la Santa Sede para la Evaluación y Promoción de la Calidad de las Universidades y Facultades Eclesiásticas
De modo análogo a las Agencias de evaluación de las enseñanzas universitarias, creadas en el marco del proceso de Bolonía, se constituye AVEPRO (Agencia de la Santa Sede para la Evaluación y Promoción de la Calidad de las Universidades y Facultades Eclesiástica) destinada a la evaluación de los centos universitarios de la Iglesia. Quedó erigida por Juan Pablo II, mediante quirógrafo de 19 de septiembre de 2007.

#### Autoridad de Supervisión e Información Financiera
Esta Autoridad, abreviadamente ASIF, fue instituida por Benedicto XVI, mediante el motu proprio de 30 de diciembre de 2010, y tiene como finalidad, tal como recoge la const. apost. Praedicate evangelium, en relación con los Entes y sujetos bajo su supervisión, su vigilancia prudencial para prevenir y combatir el lavado de dinero y la financiación del terrorismo. En esta calidad, también desempeña la función de información financiera.

### Otras Instituciones y Comisiones
Sin el relieve que proporciona su inclusión en la cons. apost. Praedicate evangelium, diversas instituciones y comisiones, con carácter más o menos temporal, prestan sus servicios a la Santa Sede.

#### Pontificia ComisiónEcclesia Dei
La Pontificia Comisión Ecclesia Dei es una comisión de la Iglesia católica por Papa Juan Pablo II del motu proprio Ecclesia Dei del 2 de julio de 1988, para la atención de los antiguos seguidores del arzobispo Marcel Lefebvre, que rompieron con él como resultado de su consagración de cuatro sacerdotes de su Fraternidad Sacerdotal San Pío X como obispos el 30 de junio de 1988, un acto que la Santa Sede considera ilícito y cismático.

#### Comisión Interdicasterial para el Catecismo de la Iglesia católica
La Comisión Interdicasterial para el Catecismo de la Iglesia católica (o comisión temporal) creada para ocuparse de un asunto relacionado con el trabajo de varios departamentos de la curia romana fue la Comisión Interdicasterial para el Catecismo de la Iglesia católica en 1993 para preparar el texto definitivo en latín del catecismo de la Iglesia católica. Su secretaría estaba en el edificio que alberga la Congregación para la Doctrina de la Fe. Se produjo la edición tipo latina del catecismo cuatro años más tarde, en 1997.
El Anuario Pontificio lista cinco comisiones interdicasteriales de larga duración. Un ejemplo es la Comisión Interdicasterial Permanente para la Iglesia en Europa oriental, que sustituyó a la anterior Comisión Pontificia para Rusia. Creado por el papa Juan Pablo II por un motu proprio, de 15 de enero de 1993, es presidida por el cardenal secretario de Estado e incluye también al secretario y el subsecretario de Relaciones con los Estados, y los secretarios de las Congregaciones para las Iglesias Orientales, para el Clero, y para los Institutos de Vida Consagrada y las Sociedades de Vida Apostólica, y del Pontificio Consejo para la Promoción de la Unidad de los Cristianos.

#### Oficina Central para Asuntos Laborales
La Oficina Central para Asuntos Laborales es responsable de las relaciones laborales de la Santa Sede con sus empleados. La oficina también establece cuestiones laborales que se plantean. Fue creado por el papa Juan Pablo II, el 1 de enero de 1989 por una carta apostólica en forma de motu proprio.

#### Academia Pontificia Eclesiástica

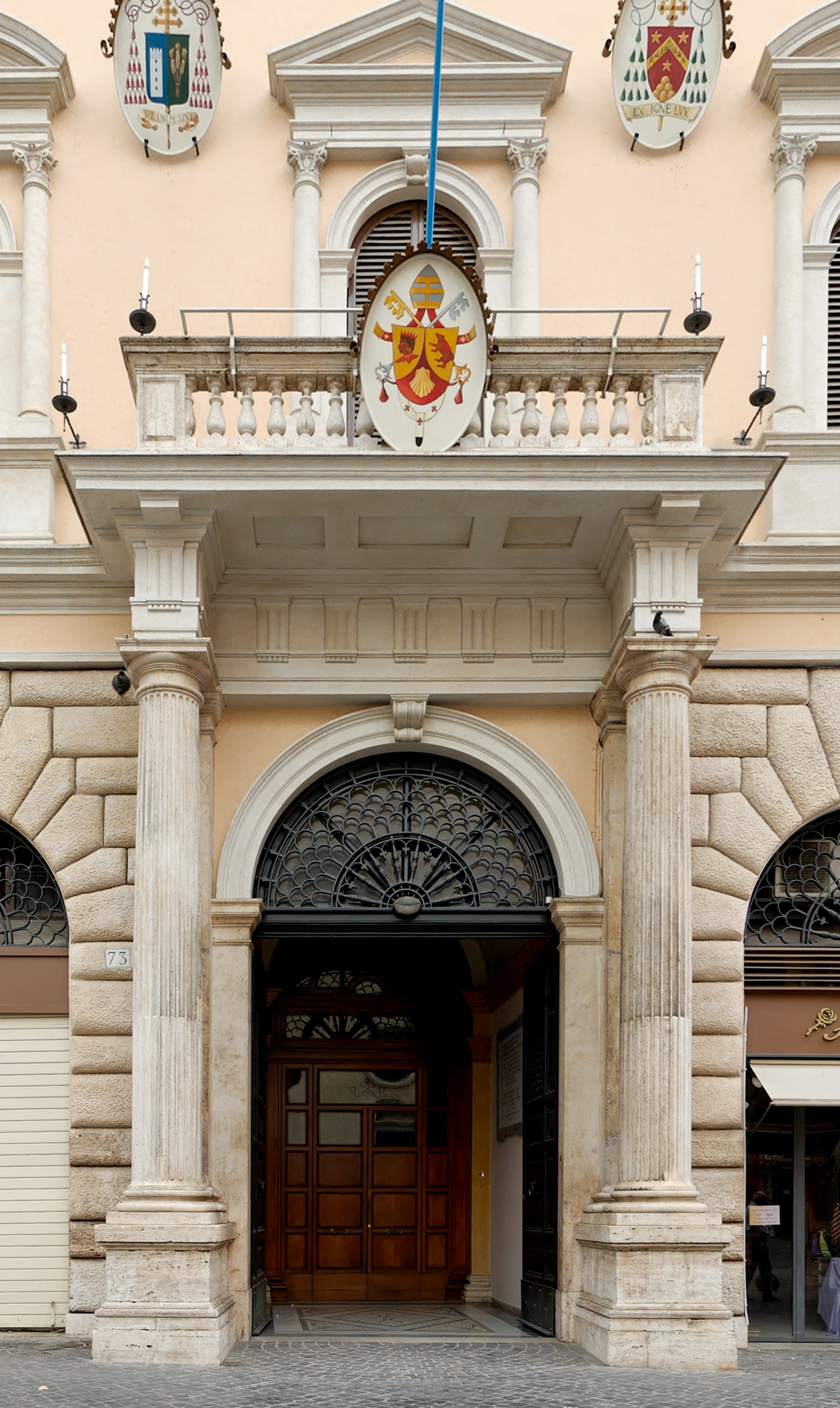
La entrada principal de la Academia Pontificia Eclesiástica.

La Academia Pontificia Eclesiástica (Pontificia Ecclesiastica Academia) se dedica a la formación de sacerdotes para servir en el cuerpo diplomático y del Secretaría de Estado de la Santa Sede. El servicio diplomático de la Santa Sede se remonta al Primer Concilio de Nicea, cuando el papa San Silvestre I envió legados para que representarle durante las deliberaciones del concilio. La presente Academia fue creada como la Pontificia Academia de Nobles Eclesiásticos en 1701 por el abad Pietro Garagni.

#### Otras instituciones vinculadas a la Santa Sede
- Orden del Santo Sepulcro
- Coro de la Capilla Sixtina
- Librería Editora Vaticana
- Pontificia Academia de Latinidad
- Pontificio Instituto de Música Sacra
- Tipografía Vaticana
- Comité Pontificio para los Congresos Eucarísticos Internacionales
- Comité Pontificio de Ciencias históricas

## Mujeres en la Curia romana
La participación de mujeres en cargos de responsabilidad dentro de la Curia romana ha experimentado un crecimiento significativo en el siglo XXI, especialmente a partir del pontificado del papa Francisco (2013–2025) y continuado bajo el de su sucesor, León XIV.
Aunque históricamente los altos cargos vaticanos han estado reservados a clérigos varones, en las últimas décadas se ha producido una progresiva apertura a la presencia femenina en organismos de gobierno, economía, comunicación y otros dicasterios (ministerios vaticanos). 

### Evolución histórica
La primera mujer en ocupar un cargo de alto nivel en la Curia fue la teòloga australiana Rosemary Goldie, quien fue subsecretaria del entonces Pontificio Consejo para los Laicos entre 1967 y 1976. No obstante, no fue hasta inicios del siglo XXI que la presencia femenina comenzó a hacerse más visible con nombramientos como el de las subsecretarias Enrica Rosanna (2004-2011) o Nicoletta Vittoria Spezzati (2011-2018) en la Congregación para los Institutos de Vida Consagrada.
Durante el pontificado de Francisco, se impulsaron cambios estructurales y normativos, como la constitución apostólica Praedicate Evangelium (2022), que abrió oficialmente la posibilidad de que cualquier bautizado —incluidas las mujeres— pueda ocupar cargos de gobierno en la Curia. 
Uno de los hitos más significativos fue el nombramiento de la religiosa francesa Nathalie Becquart como subsecretaria de la Secretaría General del Sínodo de los Obispos el 6 de febrero de 2021, lo que la convirtió en la primera mujer con derecho a voto en un sínodo episcopal y en una de las figuras femeninas más influyentes del Vaticano.
Además, en enero de 2025, Simona Brambilla se convirtió en la primera mujer en la historia en ser nombrada prefecta de un dicasterio del Vaticano —el Dicasterio para los Institutos de Vida Consagrada y las Sociedades de Vida Apostólica—, tras haber servido previamente como secretaria del mismo organismo.
Asimismo, en febrero de 2025, la religiosa italiana Raffaella Petrini, ya secretaria general del Governatorato desde 2021, fue oficialmente reconocida como la primera mujer en asumir de facto el rol de alcaldesa del Vaticano, liderando la administración civil del Estado de la Ciudad del Vaticano, en un cargo que históricamente había estado reservado a varones.

### Mujeres en cargos destacados (desde 2014)
A continuación, se presentan algunas de las mujeres que han desempeñado o desempeñan cargos relevantes en el Vaticano:

#### Secretarías y dicasterios
- Francesca Di Giovanni: subsecretaria para la Sección de Relaciones con los Estados de la Secretaría de Estado (2020-2023). Fue la primera mujer y la primera laica que ocupó un puesto directivo en la Secretaría de Estado, un cargo normalmente reservado a un miembro del clero.[143]
- Linda Ghisoni: subsecretaria para los Fieles Laicos del Dicasterio para los Laicos, la Familia y la Vida (2017-actualidad).[144][145]
- Gabriella Gambino: subsecretaria para la Familia y la Vida del Dicasterio para los Laicos, la Familia y la Vida (2017-actualidad).[146][145]
- Alessandra Smerilli, F.M.A.: secretaria del Dicasterio para el Servicio del Desarrollo Humano Integral (2022-actualidad). Economista y religiosa salesiana, comenzó a colaborar en el Dicasterio para el Servicio del Desarrollo Humano Integral en 2020. Fue nombrada subsecretaria en marzo de 2021, secretaria ad interim en agosto del mismo año y secretaria titular en abril de 2022, siendo la primera mujer en asumir ese cargo.[147][148]
- Raffaella Petrini, F.S.E.: presidenta de la Presidenta de la Comisión Pontificia para el Estado de la Ciudad del Vaticano y de la Gobernación del Estado de la Ciudad del Vaticano (2025-actualidad); miembro del Dicasterio para los Obispos (2022-actualidad). Religiosa franciscana y profesora italiana, fue secretaria general de la Gobernación del Estado de la Ciudad del Vaticano (2021–2025) y desde marzo de 2025 es presidenta de la Comisión Pontificia y de la Gobernación, convirtiéndose en la primera mujer en ejercer este rol de liderazgo civil, equivalente al de alcaldesa del Vaticano.[142]
- Nathalie Becquart, X.M.C.J.: subsecretaria del Sínodo de los Obispos (2021-actualidad). Religiosa francesa, nombrada en 2019 como una de las primeras mujeres consultoras del Sínodo de los Obispos, fue designada subsecretaria del mismo en febrero de 2021, convirtiéndose en la primera mujer con derecho a voto en un sínodo episcopal.[149]
- Carmen Ros Nortes, H.N.S.C.: subsecretaria del Dicasterio para los Institutos de Vida Consagrada (2018-actualidad).[150] Religiosa española y misionera, profesora y diplomada en Teología (especialista en mariología), fue nombrada subsecretaria de la Congregación para los Institutos de Vida Consagrada y las Sociedades de Vida Apostólica el 23 de febrero de 2018, convirtiéndose en una de las primeras mujeres en ocupar ese cargo y en una de las altas funcionarias vaticanas.[151] El 16 de febrero de 2023 fue confirmada como subsecretaria del Dicasterio para los Institutos de Vida Consagrada y Sociedades de Vida Apostólica usque ad septuagesimum secundum annum aetatis.
- Simona Brambilla, M.C.: prefecta del Dicasterio para los Institutos de Vida Consagrada y las Sociedades de Vida Apostólica (2025-actualidad).[150] Religiosa italiana, enfermera y psicóloga, fue nombrada secretaria del Dicasterio para los Institutos de Vida Consagrada en octubre de 2023 y el 6 de enero de 2025 se convirtió en la primera mujer en la historia en ser nombrada prefecta de un dicasterio vaticano, cargo con el que supervisa todas las órdenes y congregaciones religiosas del mundo.[141] Anteriormente, fue superiora general de las Hermanas Misioneras de la Consolata entre 2011 y 2023.

#### Consejos y comisiones vaticanas
- Emilce Cuda: secretaria de la Pontificia Comisión para América Latina (2022-actualidad). Teóloga argentina, fue nombrada jefa de oficina de la Pontificia Comisión para América Latina en 2021 y secretaria del mismo organismo en 2022. También es miembro de la Pontificia Academia de Ciencias Sociales y de la Pontificia Academia para la Vida.
- Yvonne Reungoat, F.M.A.: religiosa salesiana francesa, fue nombrada miembro de la Congregación para los Institutos de Vida Consagrada en 2019 y, en 2022, del Dicasterio para los Obispos, siendo una de las primeras mujeres en participar en la elección de obispos.
- Maria Lia Zervino: laica argentina, presidenta de la Unión Mundial de Organizaciones Femeninas Católicas (UMOFC), fue nombrada en 2022 miembro del Dicasterio para los Obispos, convirtiéndose en una de las primeras mujeres laicas con voz en la selección de nuevos obispos.
- Núria Calduch-Benages, M.H.S.F.N.: biblista catalana y religiosa de las Misioneras Hijas de la Sagrada Familia de Nazaret, fue nombrada secretaria de la Pontificia Comisión Bíblica en marzo de 2021, convirtiéndose en la primera mujer en ocupar ese cargo.

#### Comunicación y cultura
- Cristiane Murray: periodista brasileña, fue nombrada vicedirectora de la Oficina de Prensa de la Santa Sede en 2019.
- Barbara Jatta: historiadora del arte italiana, fue nombrada directora de los Museos Vaticanos en 2017, convirtiéndose en la primera mujer en dirigir una de las instituciones culturales más importantes del Vaticano y del mundo.